# 메이저 크라임
메이저 크라임(Major Crimes)은 2012년 8월 13일부터 2018년 1월 9일까지 TNT에서 방영된 텔레비전 드라마이다. 《클로저》의 스핀오프 작품이다.